# Cachamay
Cachamay est l'une des onze paroisses civiles de la municipalité de Caroní dans l'État de Bolívar au Venezuela. Sa capitale est Ciudad Guayana, conurbation de plusieurs villes dont elle constitue l'une des paroisses et abrite le centre de l'une d'elles, Puerto Ordaz.

## Géographie

### Situation
La paroisse civile est située au centre et au nord de la municipalité de Caroní.

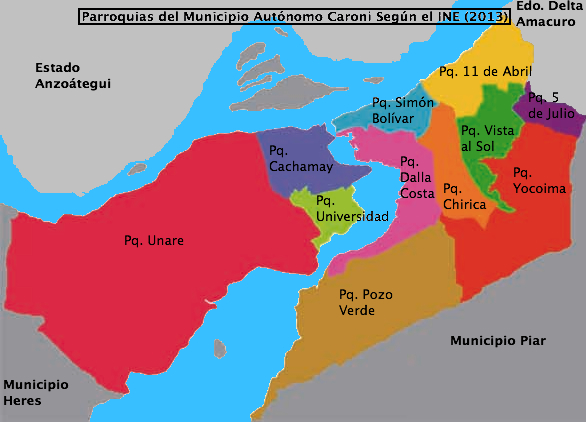
Carte des paroisses civiles de la municipalité de Caroní.

### Démographie
Paroisse urbaine de Ciudad Guayana, Cachamay est divisée en plusieurs quartiers, limités au nord par le fleuve Orénoque et à l'est par río Caroní :
- Barrio La Españolita
- Barrio Los Cerritos
- Barrio Los Monos
- Barrio Los Oleandros
- Barrio Puerto Libre
- Campo A2 de Ferrominera
- Caronoco
- Castillito
- Centro de Puerto Ordaz (le « centre » de Puerto Ordaz)
- Chilemex
  - Sector México
- La Cornisa
- Depresión del Caronoco
- Parcelamiento Altamira
- Parcelamiento Campo C
- Parcelamiento Industrial Piacoa
- Parcelamiento La Grulla
- Parcelamiento Polideportivo
- Urbanización Cachamay
- Urbanización Caroní
- Urbanización Mendoza
- Urbanización Orinoco
- Villa Alianza
- Villa Antillana
- Villa Bolivia
- Villa Brasil
- Villa Central
- Villa Colombia
  - Sector 1 de Villa Colombia
  - Sector 2 de Villa Colombia
  - Sector 3 de Villa Colombia
- Villa Granada